# Algonquin (Maryland)
Pour les articles homonymes, voir Algonquin (homonymie).
Algonquin est une census-designated place située dans le comté de Dorchester, dans l’État du Maryland, aux États-Unis. Lors du recensement de 2020, elle comptait 1 220 habitants.